# Deflagración

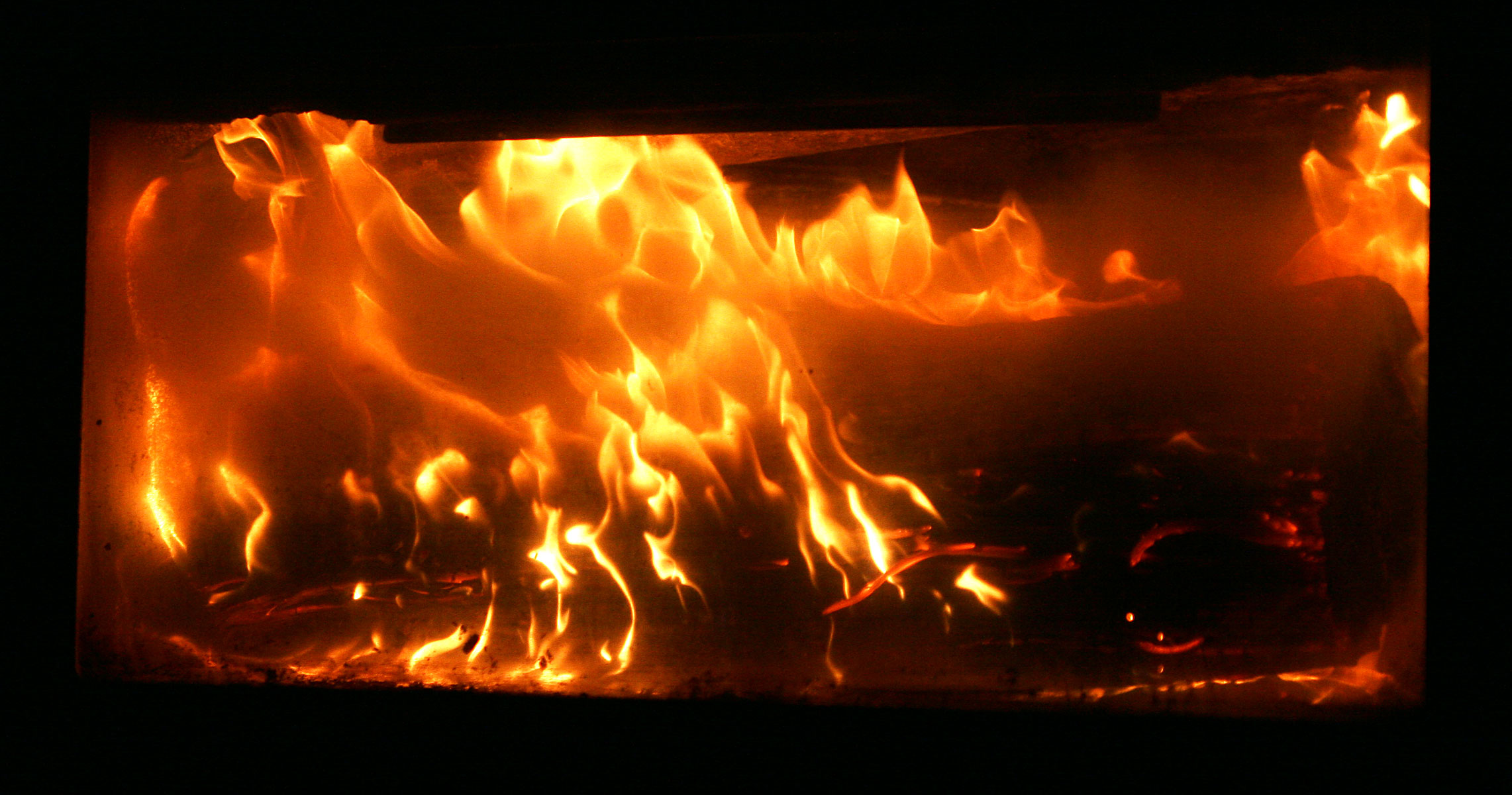
Un tronco en una chimenea.

Una deflagración es una combustión súbita con llama a baja velocidad de propagación, es un tipo de explosión subsónica, pues las explosiones supersónicas son las llamadas detonaciones.
Las reacciones que provoca una deflagración son idénticas a las de una combustión, que es un proceso de oxidación muy rápido y acelerado con producción de llama, pero se desarrollan a una velocidad todavía mayor y comprendida entre 1m/s y la velocidad del sonido.
En una deflagración, el frente de llama avanza por fenómenos de difusión térmica. Por el contrario, en una detonación la combustión está asociada a una onda de choque que avanza a velocidad superior a la del sonido.
Para que se produzca una deflagración es necesario:
- Una mezcla de producto inflamable con el aire, en su punto de inflamación.
- Una aportación de energía de un foco de ignición.
- Una reacción espontánea de sus partículas volátiles al estímulo calórico que actúa como catalizador o iniciador primario de reacción.

Típicos ejemplos de deflagración son:
- Encender una cerilla.
- La combustión de mezclas de gas y aire en una estufa u horno de gas.
- La mezcla de combustible-aire en un motor de combustión interna.
- La rápida combustión de una carga de pólvora en un arma de fuego.
- Las mezclas pirotécnicas en los fuegos artificiales o en los dispositivos o cartuchos de fragmentación de roca segura.
- Choque violento de piedras o metales que puede generar chispas, especialmente si hay materiales inflamables alrededor o cerca.

## Diferencia con la detonación
Una deflagración es una explosión isóbara (a presión constante) con llama a baja velocidad de propagación. Como por ejemplo las explosiones de butano.
Las reacciones que provoca una deflagración son idénticas a las de una combustión, pero se desarrollan a una velocidad comprendida entre 1 m/s y la velocidad del sonido; este tipo de explosión recibe el nombre de deflagración.
En la deflagración el frente de llama avanza por fenómenos de difusión térmica. Por el contrario, en una detonación la combustión está asociada a una onda de choque que avanza a velocidad superior a la del sonido.
Una detonación es un proceso de combustión supersónica que implica onda expansiva y zona de reacción detrás de ella. A diferencia de la deflagración, combustión subsónica.